# Ray Lynch
Ray Lynch , také známý jako Raymond Lynch (* 3. července 1943 Salt Lake City, Utah) je americký, klasicky vyučený kytarista a loutnista. Narodil se v Salt Lake City v Utahu v roce 1943 v hudební a umělecké rodině. Jeho matka byla klasická pianistka a malířka. V 60 letech začal Lynch studovat hru na klavír, a to do svých 12 let, kdy se inspiroval hudbou z klasických nahrávek Andrese Segovia a rozhodl se pro hudební kariéru. Navštěvoval St. Stephen's Episcopal School a Austin High School v Austinu (Texas) a tři roky se učil u učitele hry na kytaru Eduarda Sainze de la Maza ve španělské Barceloně. Po odchodu ze Španělska se Lynch vrátil na Univerzitu v Texasu, kde studoval hudební kompozici. Během studia na vysoké škole byl Lynch pozván do New Yorku, aby se připojil k renesančnímu kvartetu, u kterého hrál na klasickou kytaru a loutnu po několik dalších let.
V prvních dnech své hudební kariéry byl Lynch neznámým klasicky vycvičeným kytaristou a loutnistou, který začal psát instrumentální nahrávky, které míchaly klasické a elektronické komponenty do melodických zvukových palet. Jeho debutové album Sky of Mind (1983) obratně ukázalo jeho klasický hudební cvik s prostorovými melodiemi a album se stalo undergroundovým úspěchem. Když Lynch vydal své druhé album Deep Breakfast (1984), prodal se svou manželkou Kathleen přes 50 tisíc alb mimo jejich malé apartmá v San Rafaelu[nepřesný odkaz] v Kalifornii před licencováním hudby pro distributora. Deep Breakfast se prodalo přes 1 milion kopií bez výhod vystupování a bylo první nezávisle vydané album, které má kvalifikaci Gold by the R.I.A.A.
Lynchovo třetí album No Blue Thing (1989) vyhrálo dvě ceny Billboard Awards a v roce 1993 Lynch navázal svým čtvrtým albem klasiky Nothing Above My Shoulders but the Evening uvádějícím členy San Francisco Symphony. Lynchovo páté a nejposlednější album, Ray Lynch: Best Of, Volume One (1998) je retrospektivou jeho práce a zahrnuje tři nové hudební stopy.

## Diskografie
- The Sky of Mind (1983)
- Deep Breakfast (1984)
- No Blue Thing (1989)
- Nothing Above My Shoulders but the Evening (1993)
- Ray Lynch: Best Of, Volume One (1998)

## Střípky
- skladba The Oh of Pleasure se objevila ve videohře Grand Theft Auto IV.